# Henrik Christian Strøm
Henrik Christian Strøm, född (döpt 16 september) 1784 i Kongsberg, död 28 juli 1836 i Kristiania, var en norsk bergmästare.
Strøm blev student vid latinskolan i Kongsberg 1799 och kom som bergskandidat från Köpenhamns universitet 1806 hem till Norge, men reste snart till Tyskland för att studera, främst under Abraham Gottlob Werner vid bergsakademien i Freiberg, mot vars lära och system han för övrigt blev en av de första opponenterna. Under sin vistelse där deltog han som frivillig jägare i Ludwig Adolf Wilhelm von Lützows namnkunniga frikår, tillsammans med bland andra diktaren Theodor Körner, i Tysklands krig 1813.
I maj 1814 återkom Strøm till Norge och tillträdde 1815 tjänsten som geschworner i nordanfjällska distriktet, till vilken han hade utnämnts redan under sin utlandsvistelse 1812. År 1818 utnämndes han till bergmästare nordanfjälls, varifrån han 1833 förflyttades till bergmästarämbetet i östra sunnanfjällska distriktet. Han bereste under årens lopp i mineralogiskt syfte de flesta trakter i Norge och företog likaledes vetenskapliga resor till Frankrike, Tyskland och England 1826, 1834 och 1835.